# کرموز
کرموز (به فرانسوی: Cormoz) یک کمون در فرانسه است که در Canton of Saint-Trivier-de-Courtes واقع شده‌است.

## خصوصیات
کرموز ۱۹٫۵۶ کیلومترمربع مساحت و ۵۴۷ نفر جمعیت دارد و ۲۱۰ متر بالاتر از سطح دریا واقع شده‌است.